# Нижний Бруклин
Нижний Бруклин (англ. Downtown Brooklyn) — нейборхуд на северо-западе боро Бруклин, Нью-Йорк. На севере Нижний Бруклин ограничен проливом Ист-Ривер, на востоке — Флатбуш-авеню и Нью-Йоркской военно-морской верфью; на юге — нейборхудом Борум-Хилл.
Нижний Бруклин является третьим по степени важности деловым районом Нью-Йорка после Мидтауна и Нижнего Манхэттена.

## История

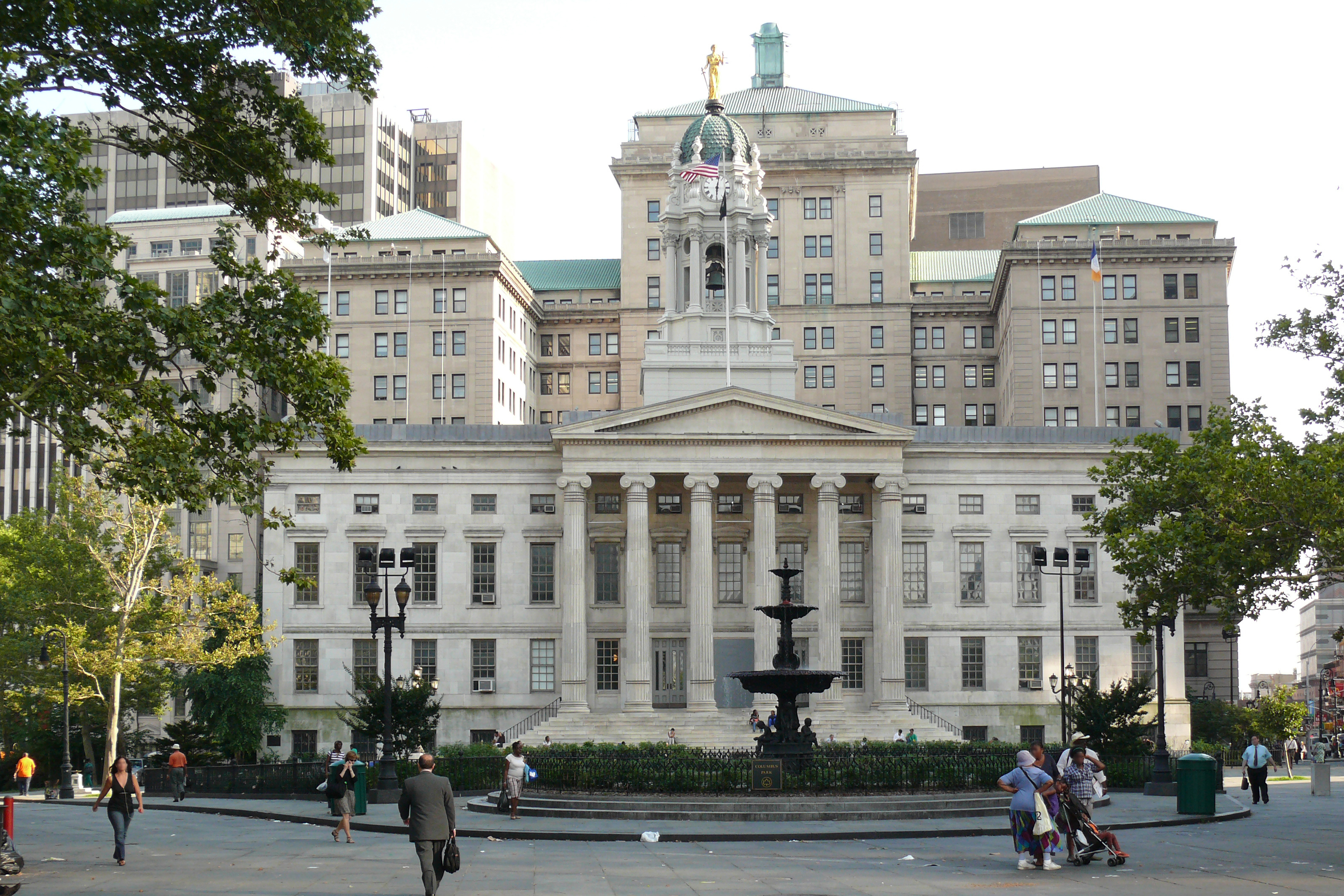
Ратуша боро Бруклин

Первые белые поселенцы появились на этой территории в XVII веке. Это были голландские фермеры и торговцы, занявшие в XVII веке земли на побережье пролива Ист-Ривер. Здесь вскоре возникла деревня Брёкелен (нидерл. Breuckelen):376. В 1810-х годах между Бруклином и Манхэттеном была налажена паромная переправа, после чего поселение начало активно застраиваться поместьями и домами ленточной застройки:377.
В 1849 году было построено здание городской ратуши, спроектированной в неоклассическом стиле. С вхождением Бруклина в 1898 году в состав Нью-Йорка она была преобразована в ратушу боро Бруклин.

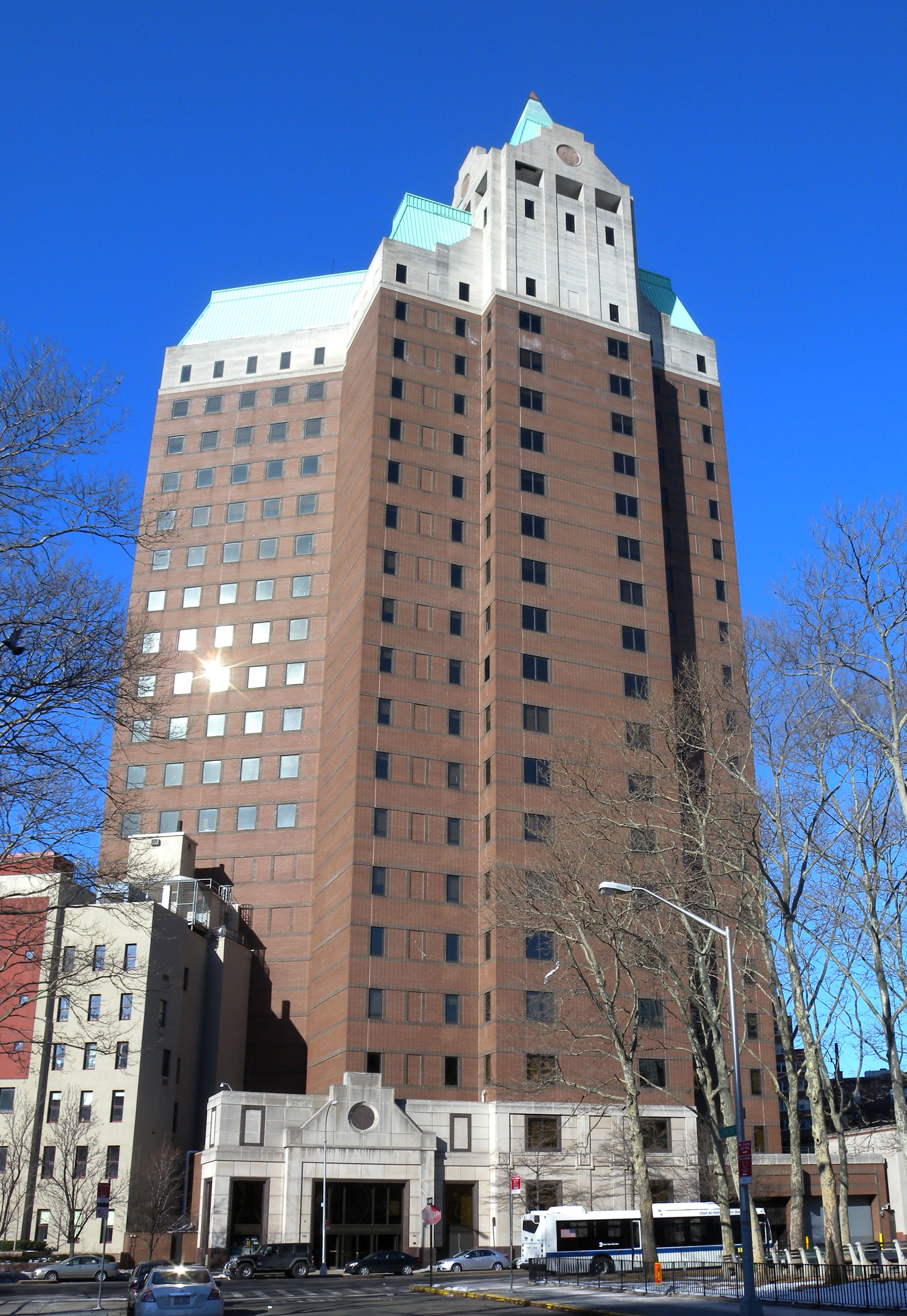
Уан-Пьерпон-Плаза

Когда в 1883 году было открыто движение по Бруклинскому мосту, район начал застраиваться отелями и театрами, здесь начали появляться предприятия и газеты. Благодаря новой инфраструктуре Фултон-стрит превратилась в один из местных центров торговли. В 1920-е годы велась активная застройка на Корт-стрит (англ. Court Street). В 1950—60-е годы в секторе розничной торговли наблюдался спад. Однако в 1977 году на участке Фултон-стрит, проходящем через нейборхуд, был открыт Фултон-Молл (англ. Fulton Mall), ставший со временем одним из крупнейших торговых районов в США. Здесь обосновалось более 100 торговых точек, включая магазин некогда крупного ритейлера Abraham & Straus. В 1980-х годах на пересечении Корт- и Пьерпон-стрит (англ. Pierrepont Street) был возведён 122-метровый небоскрёб Уан-Пьерпон-Плаза. В 1988 году крупнейшая инвестиционная компания Morgan Stanley разместила в нём свой вычислительный центр. Появление крупного бизнеса в нейборхуде привело к оживлению местной экономики. Соответственно, в начале 1990-х годов в Нижнем Бруклине начал расти спрос на аренду офисных площадей. Ещё одни существенным фактором развития нейборхуда стала более низкая цена аренды по сравнению с Манхэттеном. Так, в Нижнем Бруклине был построен офисный центр Метротек, который по состоянию на 2008 год обеспечивал свыше 6000 рабочих мест:377.

## Экономика

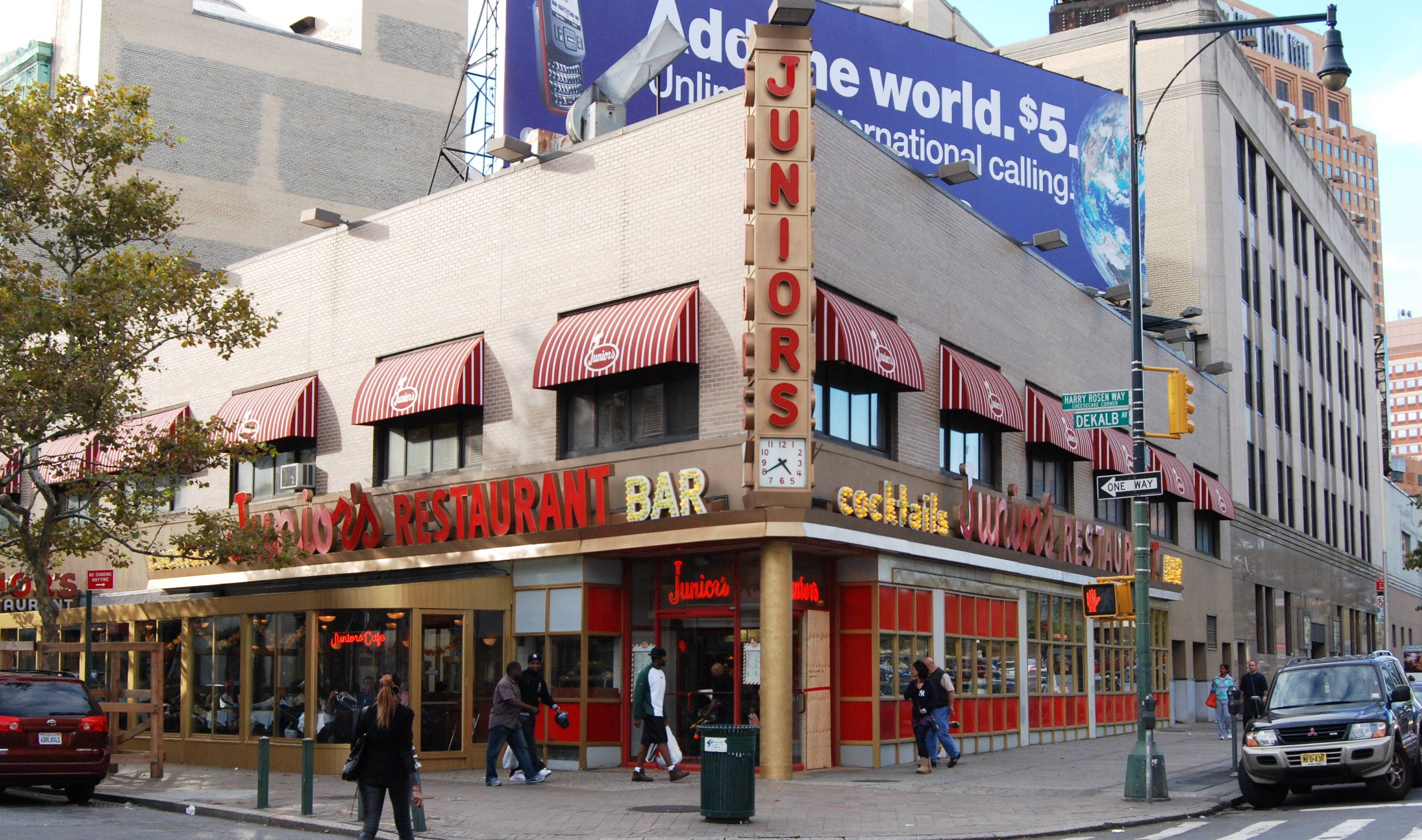
Ресторан Junior’s

Помимо вышеуказанных офисных центров, в нейборхуде насчитывается множество ресторанов, среди которых — Junior’s на Флатбуш-авеню, фирменным блюдом которого являются чизкейки. Множество магазинов расположено на Фултон-Молле, Атлантик-авеню, Корт-, Ливингстон- и Монтейг-стрит (англ. Montague Street):377.

## Население
По данным на 2018 год, численность населения нейборхуда составляла около 63 тысяч жителей. Средняя плотность населения составляла около 56 000 чел./км². Медианный доход на домашнее хозяйство значительно превышал средний показатель по городу: $124 996.

## Образование
С середины XIX века в Нижнем Бруклине открылось несколько частных учебных заведений. Среди них: Средняя школа Пакера, Политехнический институт Нью-Йоркского университета, Колледж святого Франциска, Бруклинская школа права и Университет Лонг-Айленда, основанный в 1926 году:377.

## Общественный транспорт

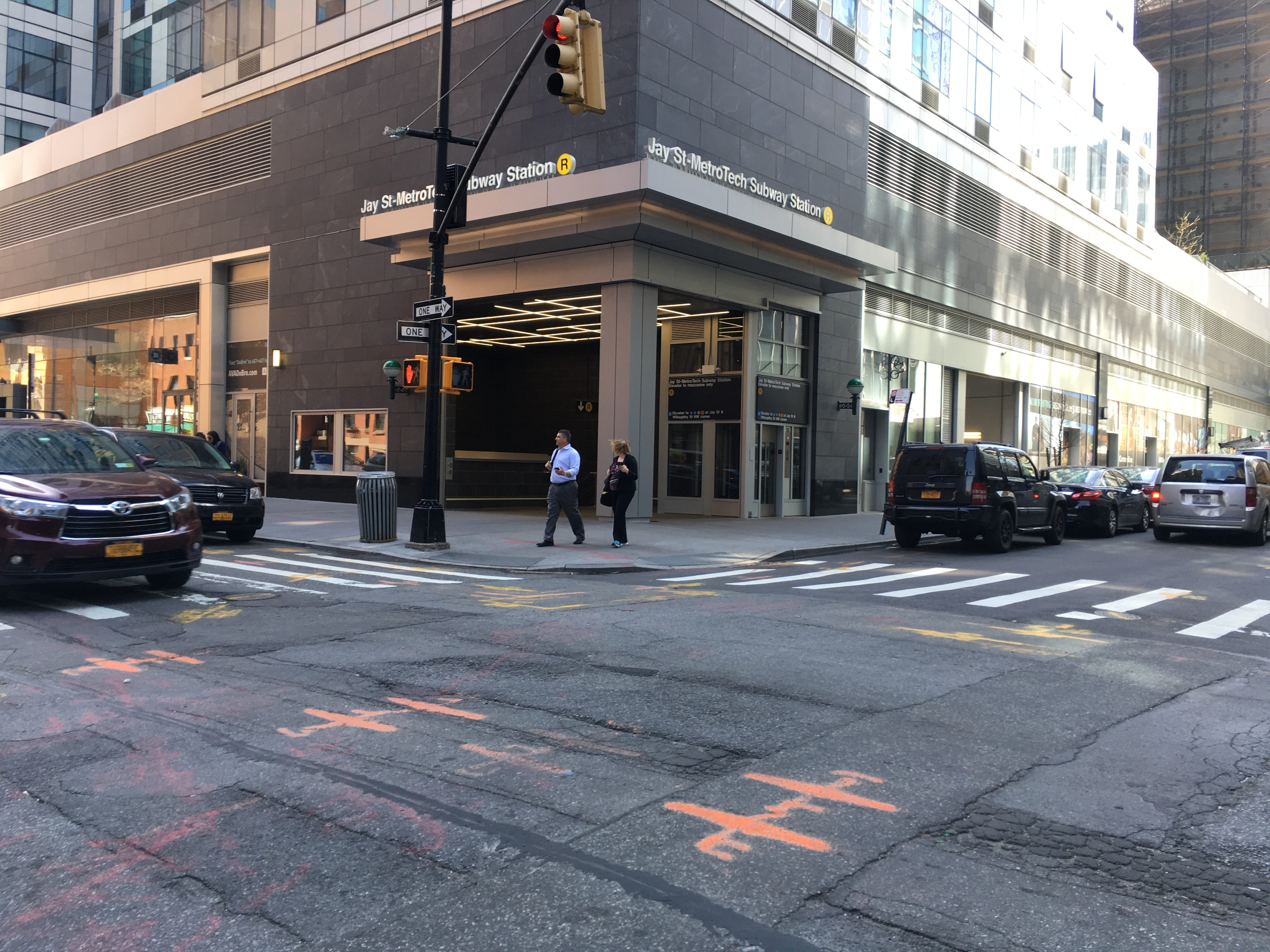
Вход на станцию метро Джей-стрит — Метротек

Нижний Бруклин обслуживается маршрутами A, B, C, D, F, <F>, N, R, 2, 3, 4 и 5 Нью-Йоркского метрополитена. По состоянию на июнь 2020 года в нейборхуде действовали автобусные маршруты B25, B26, B38, B41, B45, B52, B57, B61, B63, B65 B67 и B103..